# Професор Ікс
Професор Ікс (англ. Professor X), справжнє ім'я Чарльз Френсіс Ксав'єр (інакше Ксав'є, Зав'єр або Екзейвієр) (англ. Charles Francis Xavier) — вигаданий супергерой з коміксів американського видавництва Marvel Comics, відомий як лідер і засновник Людей-Ікс. Створений письменником Стеном Лі та художником Джеком Кірбі на основі зовнішності американського актора Юла Бріннера, він з'явився на світ у першому випуску Людей-Ікс у вересні 1963.
Освіта: Науковий ступінь з генетики, біофізики, психології й антропології
Протягом всієї історії в серії коміксів, Ксав'єр — інвалід з паралізованою нижньою частиною тулуба. Однак, він успішно компенсує цей недолік користуючись з потужного інтелекту і телепатичних здібностей. Професор — науковий геній з надлюдською здатністю обробляти інформацію. У світі Marvel він авторитет з генетики, мутацій і псіоніки.
Позиція Ксав'єра — відстоювання прав мутантів мирними методами, пошуки шляхів співіснування мутантів і людей, а також захист суспільства від мутантів-екстремістів, в число яких входить і старий друг Професора — Магнето. Ксав'єр заснував Інститут для Обдарованих Підлітків (пізніше перейменований в «Інститут Ксав'єра»), де він навчає мутантів контролювати свої сили. Перша група студентів цього інституту стала першими Людьми-ікс.
Ксав'єр часто виступає громадським борцем за права мутантів, а також є авторитетом, до якого більшість персонажів Marvel звертається за порадами у справах мутантів. Тривалий час Чарльз приховував від суспільства свою власну приналежність до числа мутантів і своє лідерство в команді Людей-Ікс.

## Сили і здібності
Професор Х володіє сильними здібностями телепата: він може читати думки, викликати ілюзії, тимчасовий параліч, втрату пам'яті про будь-яку подію або повну амнезію, посилати дуже сильні психічні хвилі, а також відчувати присутність інших мутантів-телепатів у невеликому радіусі.
Разом з Магнето, Професор Х придумав і сконструював систему Церебро — суперкомп'ютер, поміщений у спеціальній кімнаті, здатний знаходити мутантів на величезній території. Міць Церебро посилюється, коли з'єднується з телепатичного здатністю Ксав'єра або іншого мутанта.

## Біографія

### Історія за версієюUltimate
Розшукує та знаходить мутантів, які не вміють контролювати свої здібності, та запрошує їх до свого інституту. Після порятунку Людьми Ікс дочки президента, домовляється з президентом про зупинку проєкту «Вартові». У сутичці з Магнето, перетворює його на великий магніт і висаджує в небі . Захоплений «Зброєю X». Після того, як братство напало на базу, полковник Райт поранив його. Магнето вбив його під час подій Ультиматуму. 

## Мультсеріали
- Люди Ікс Тут Ксав'єр, на відміну від коміксів, пересувається не в інвалідному візку, а в антигравітаційному напівкріслі-напівстолі.
- Люди Ікс: Еволюція: Є одним з основних героїв. Тут його озвучує Девід Кей, який озвучує і Апокаліпсиса.
- У мультсеріалі Росомаха і Люди Ікс Ксав'єр лежить в комі і прокидається тільки через 20 років. Він періодично зв'язується з командою через Церебро, але в основному діє як союзник Людей Ікс Майбутнього. Вони приробили до його спинного мозку якийсь імплантат, який повернув йому можливість ходити.

## Фільми
У фільмах  Люди Ікс, Люди Ікс 2, Люди Ікс: Остання битва,  Люди-X: Росомаха,  Росомаха,  Люди Ікс: Дні минулого майбутнього, Лоґан: Росомаха Чарльза грає Патрік Стюарт. Як і в коміксах, він пересувається в інвалідному кріслі та має телепатичні здібності. У третій частині він гине від руки Джини Грей, захопленої Феніксом, однак після титрів показано, що він переселив свій розум в тіло свого брата-близнюка. У четвертому фільмі він ще не прикутий до інвалідного крісла, і його роль обмежена порятунком юних Емми Фрост і Циклопа з Острова.
У фільмах Люди Ікс: Перший Клас та  Люди Ікс: Дні минулого майбутнього ще молодого Ксав'єра грає Джеймс МакЕвой. Він представлений лідером перших Людей Ікс і другом молодого Маґнето.